# Звежинек (Західнопоморське воєводство)
Звежинек (пол. Zwierzynek, нім. Schwerin) — село в Польщі, у гміні Венґожино Лобезького повіту Західнопоморського воєводства.
Населення — 173 особи (2011).
У 1975-1998 роках село належало до Щецинського воєводства.

## Демографія
Демографічна структура станом на 31 березня 2011 року:
|          | Загалом | Допрацездатний вік | Працездатний вік | Постпрацездатний вік |
| -------- | ------- | ------------------ | ---------------- | -------------------- |
| Чоловіки | 95      | 20                 | 63               | 12                   |
| Жінки    | 78      | 15                 | 38               | 25                   |
| Разом    | 173     | 35                 | 101              | 37                   |